# CSB-System AG
CSB-System AG är ett internationellt IT-företag som är specialiserat på bland annat affärssystem för livsmedelsindustrin. Företaget grundades 1977 av dess nuvarande VD Peter Schimitzek. CSB-System har de senaste 15 åren växt kraftigt och finns i dagsläget etablerat i 31 länder. Företaget har cirka 450 anställda i Europa, Nordamerika, Asien, Mellanöstern och Afrika. 
Namnet CSB-System härstammar från företagets tre verksamhetsområden: Computer, Software och Business Consulting. CSB-Systems mål är att erbjuda sina kunder kompletta hårdvaru- (industridatorer) och mjukvarulösningar (affärssystem, produktionsplaneringssystem, produktionsstyrningssystem, datorintegrerad tillverkning, Human resources, redovisningssystem, företagskommunikationssystem samt Business intelligence) samt konsulttjänster.

## CSB-System affärssystem
CSB-System systemet är uppbyggt enligt en modulär arkitektur och grundidén är att integrera företagets alla delar i ett system. Systemet erbjuder branschspecifika moduler för företag inom olika branscher. Största delen av CSB-Systems användare kommer från följande branscher:
- Livsmedelsindustrin
- Färg- och kemiindustrin
- Läkemedels- och kosmetikindustrin
- Handel och logistik
- Service